# Хельмштадт-Барген
Хельмштадт-Барген (нем. Helmstadt-Bargen) — община в Германии, в земле Баден-Вюртемберг. 
Подчиняется административному округу Карлсруэ. Входит в состав района Рейн-Неккар.  Население составляет 3706 человек (на 31 декабря 2010 года). Занимает площадь 27,95 км².

## Фотографии

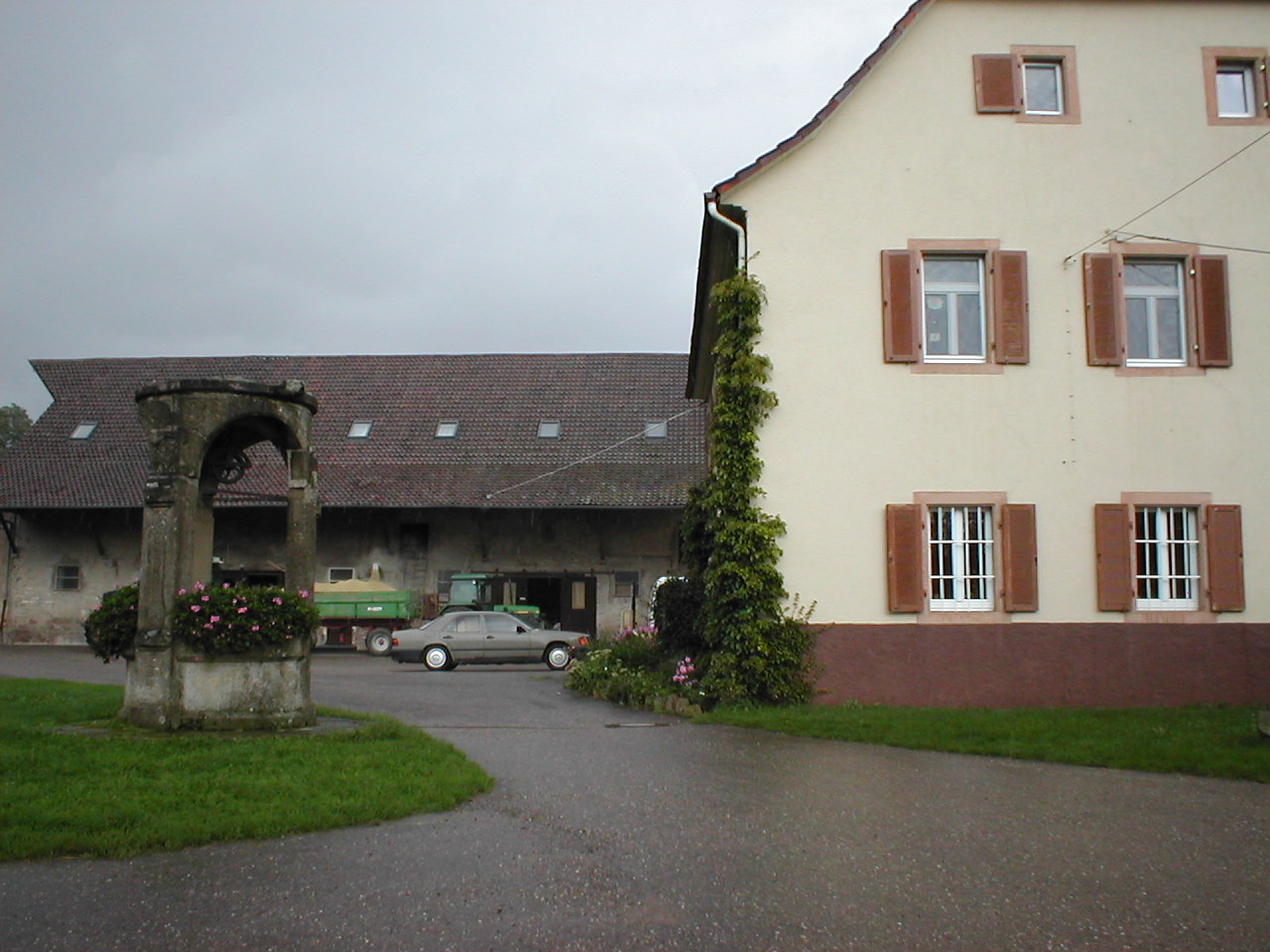
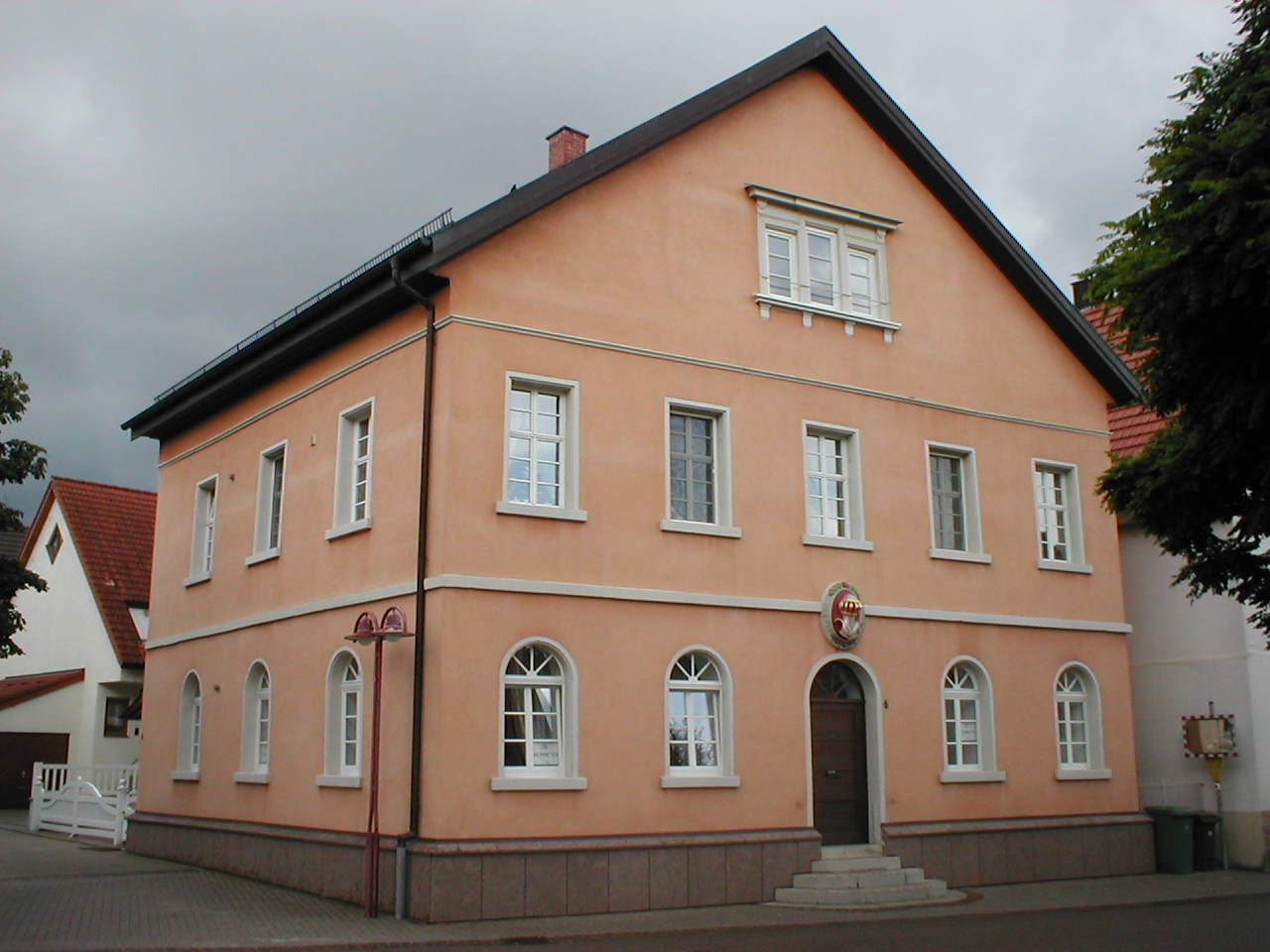
Бывшая ратуша в Хельмштадте
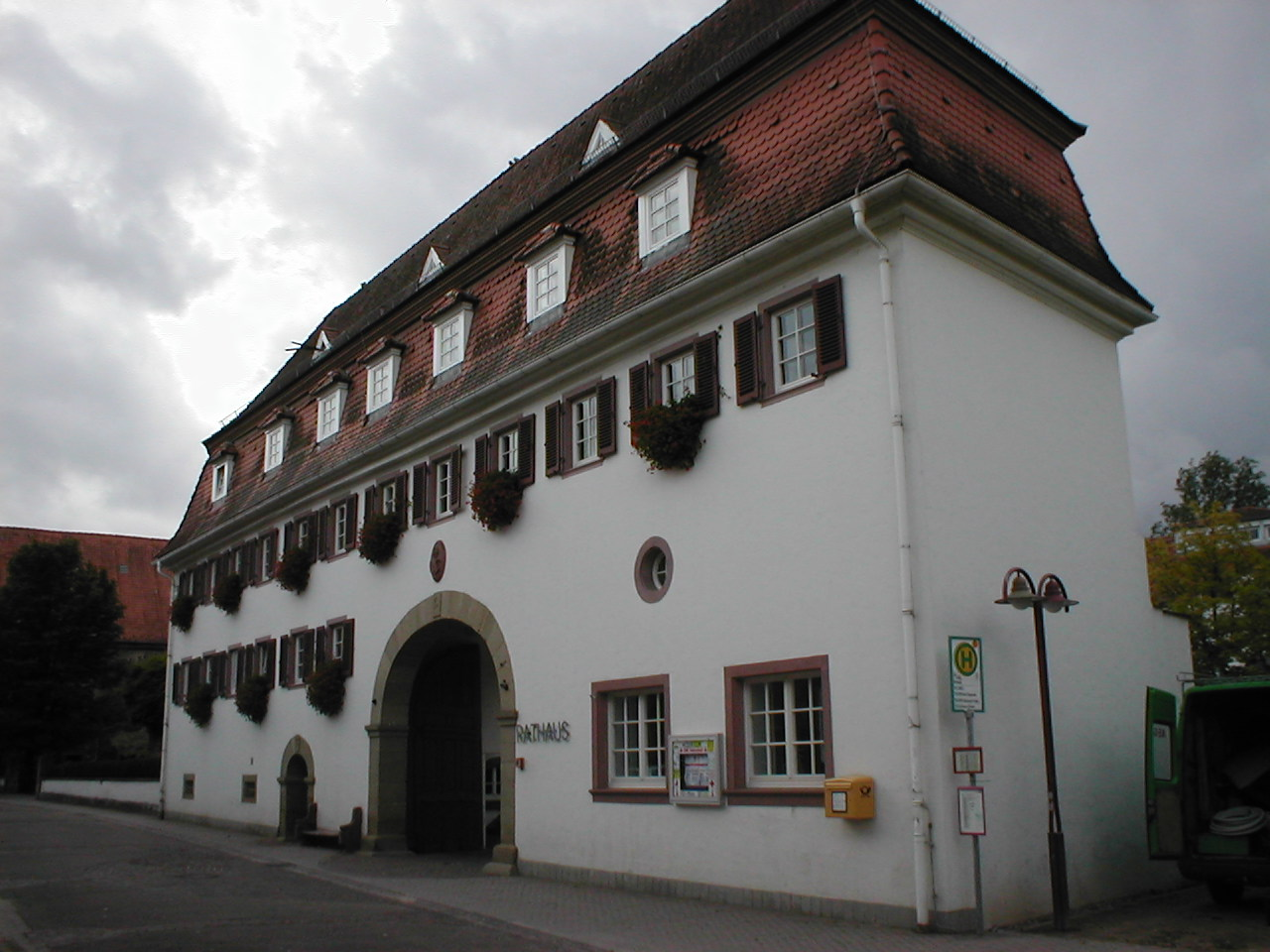
Ратуша в Хельмштадте с 1983 года
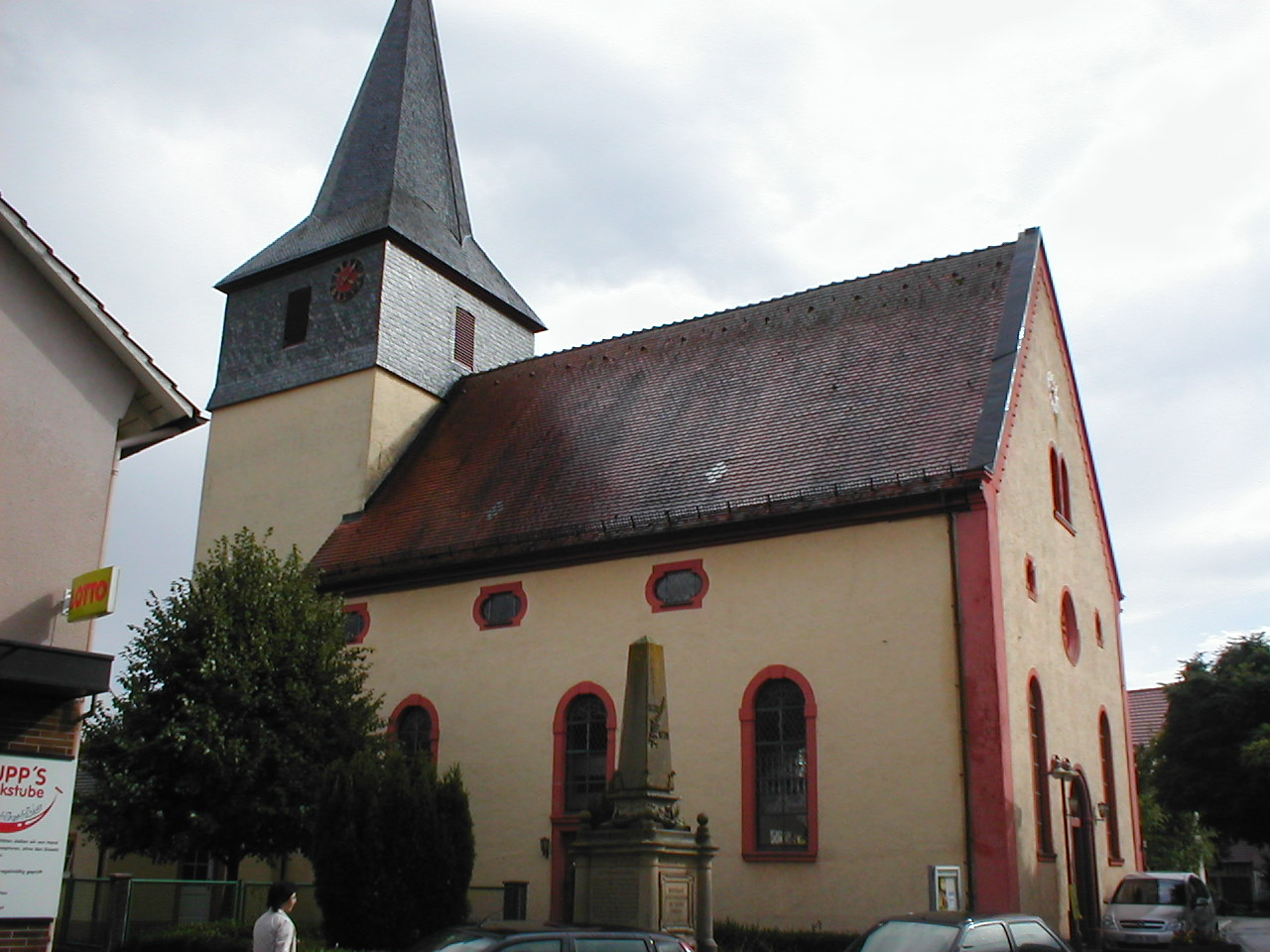
Церковь
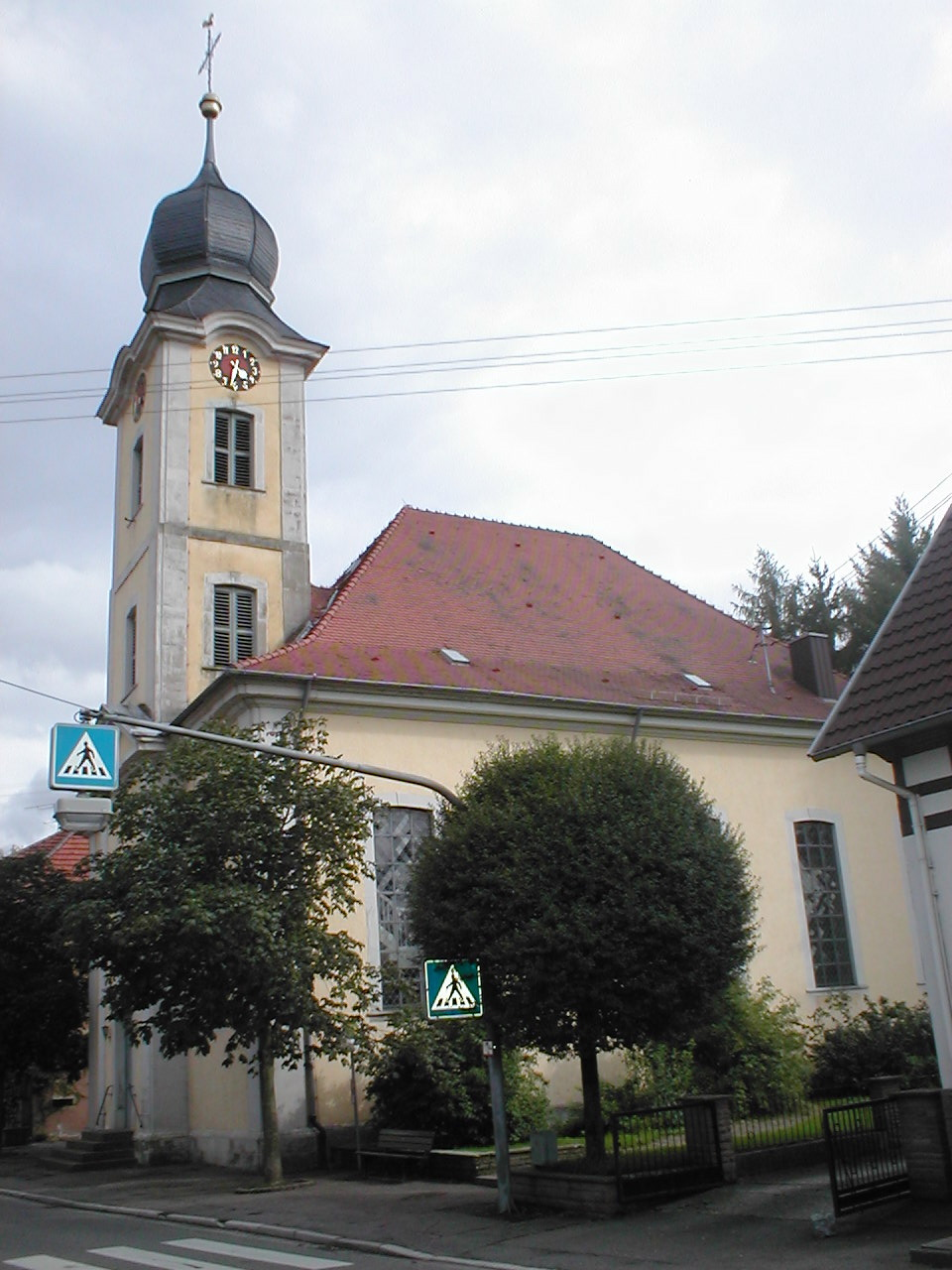
Церковь
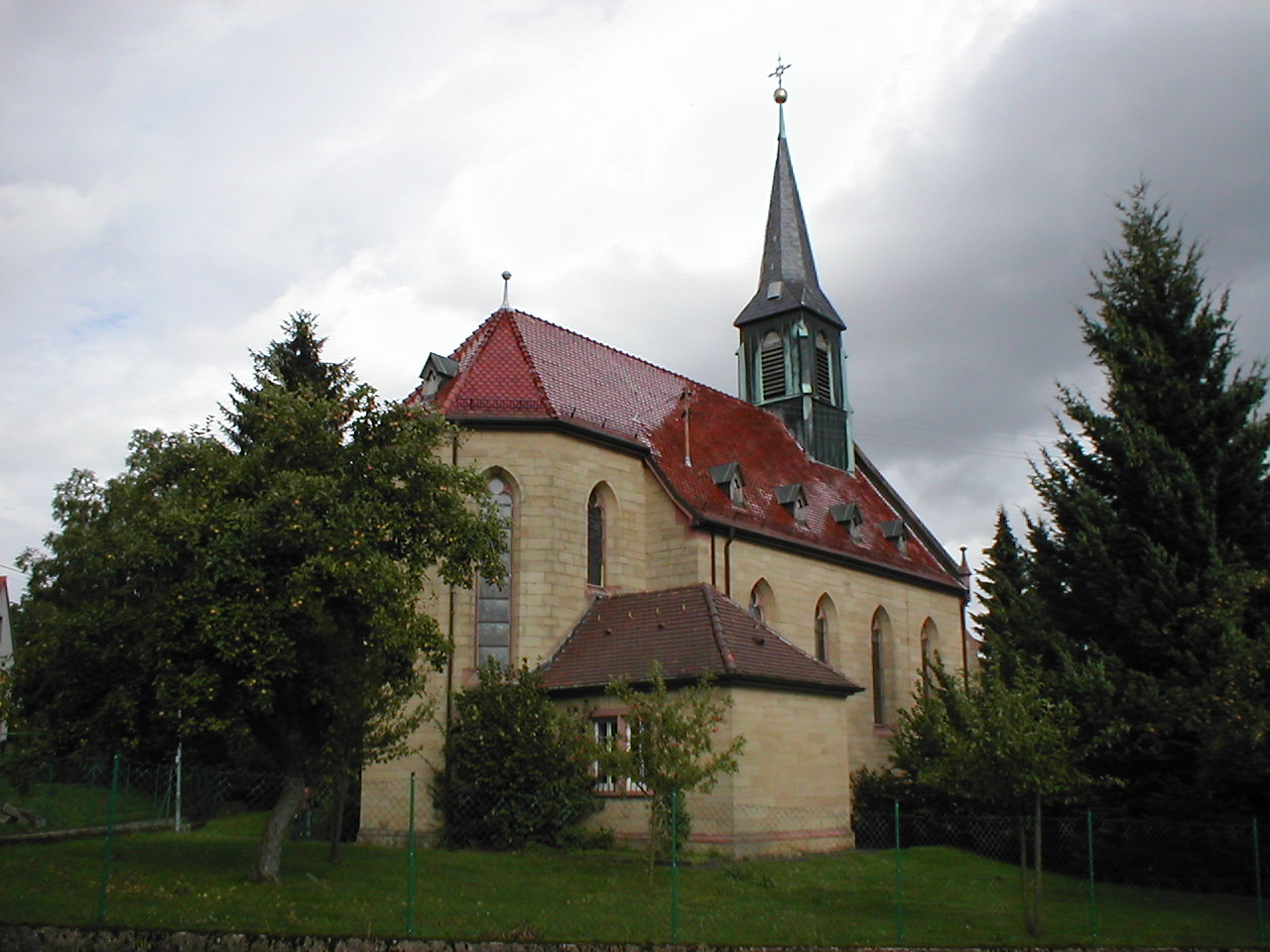
Церковь
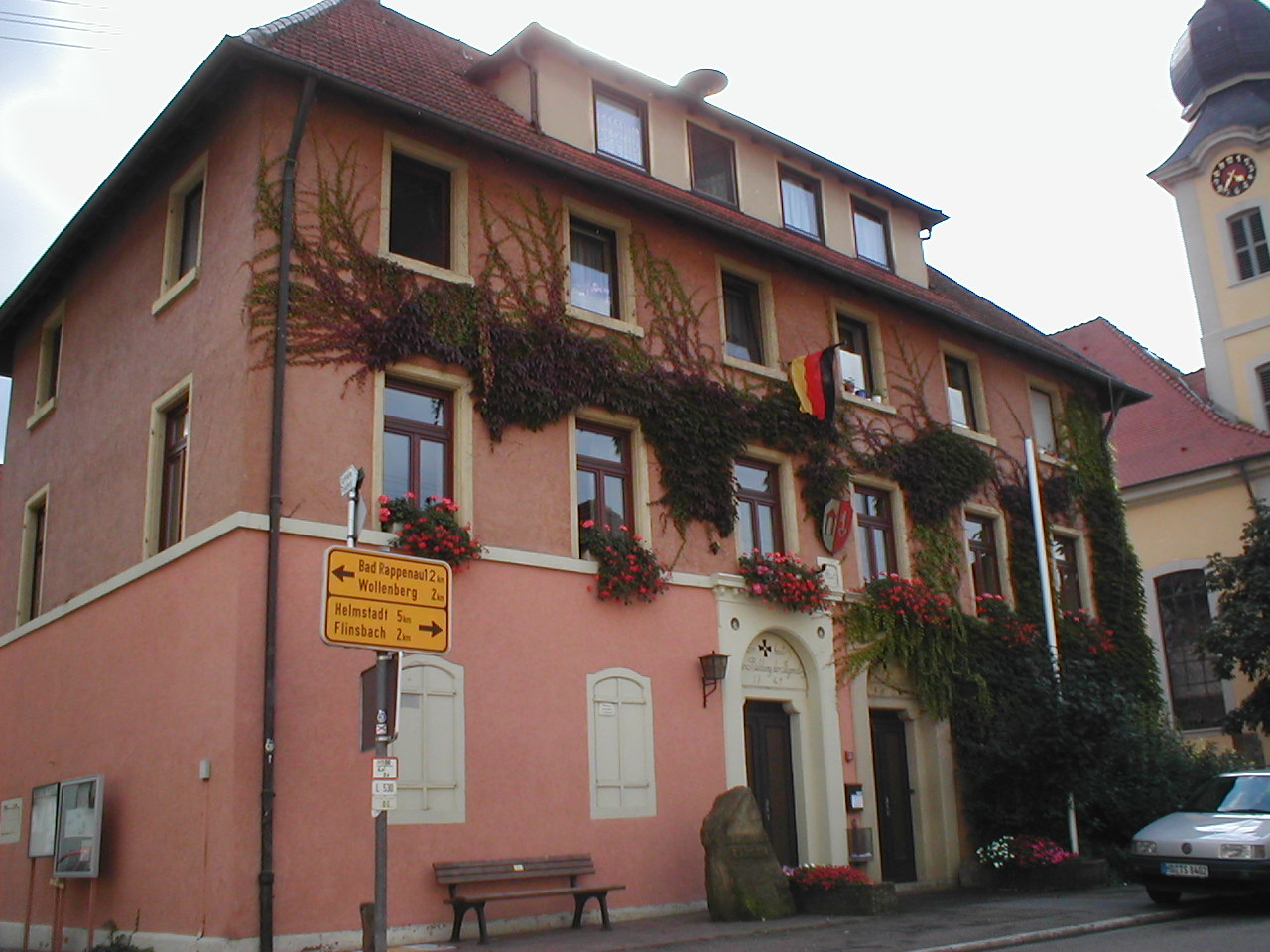
Бывшая ратуша в Баргене c 1841 года
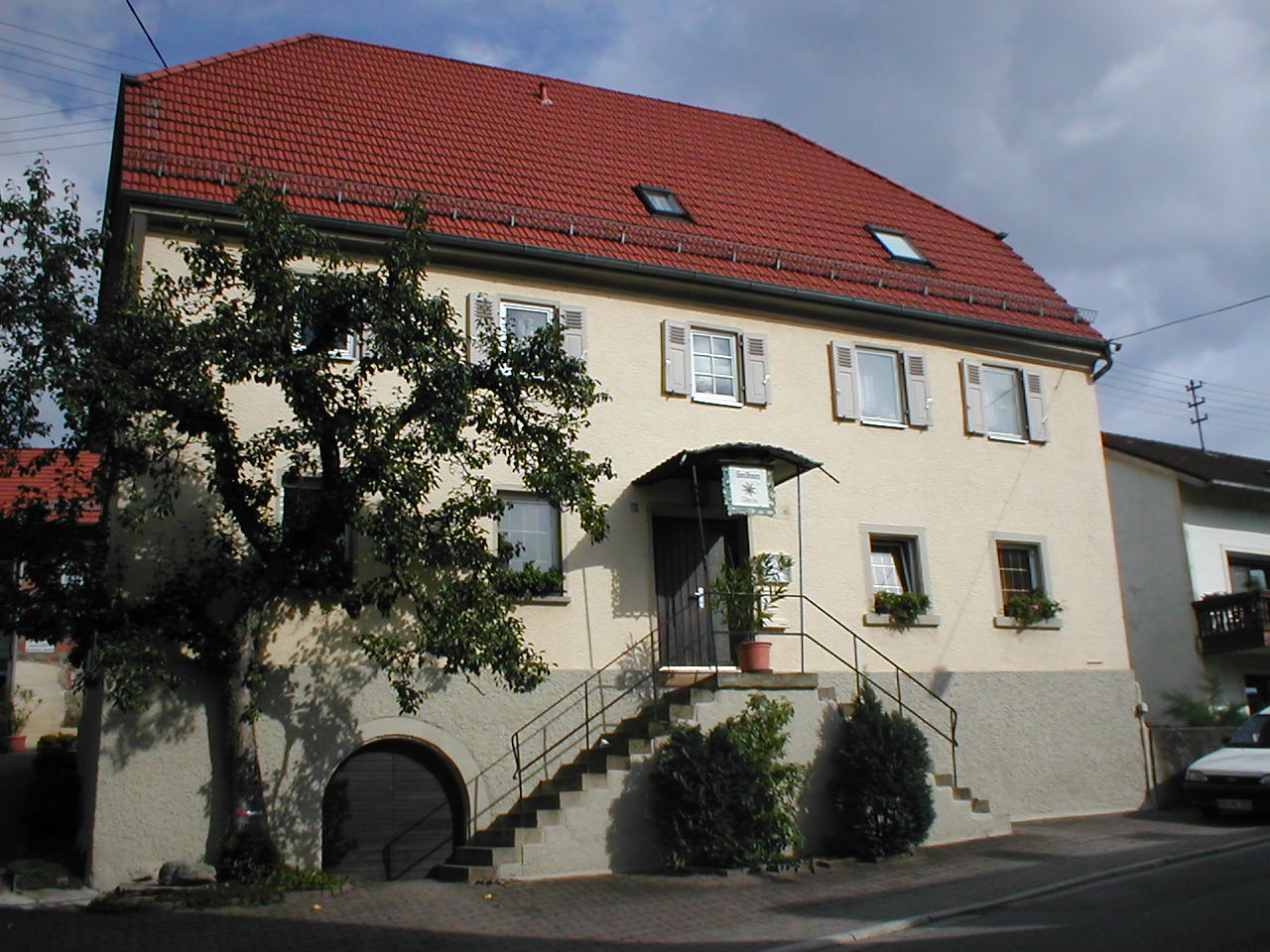
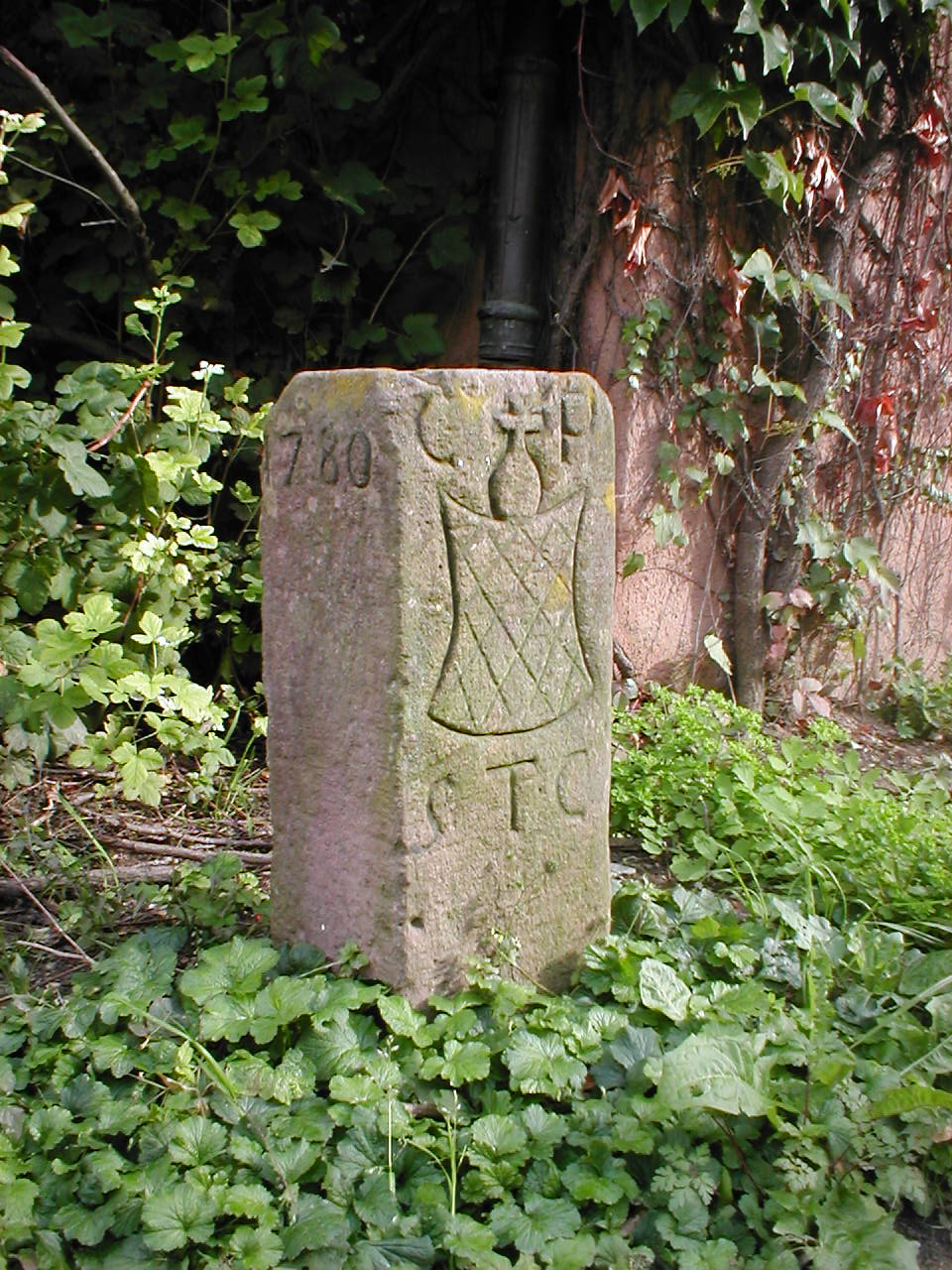
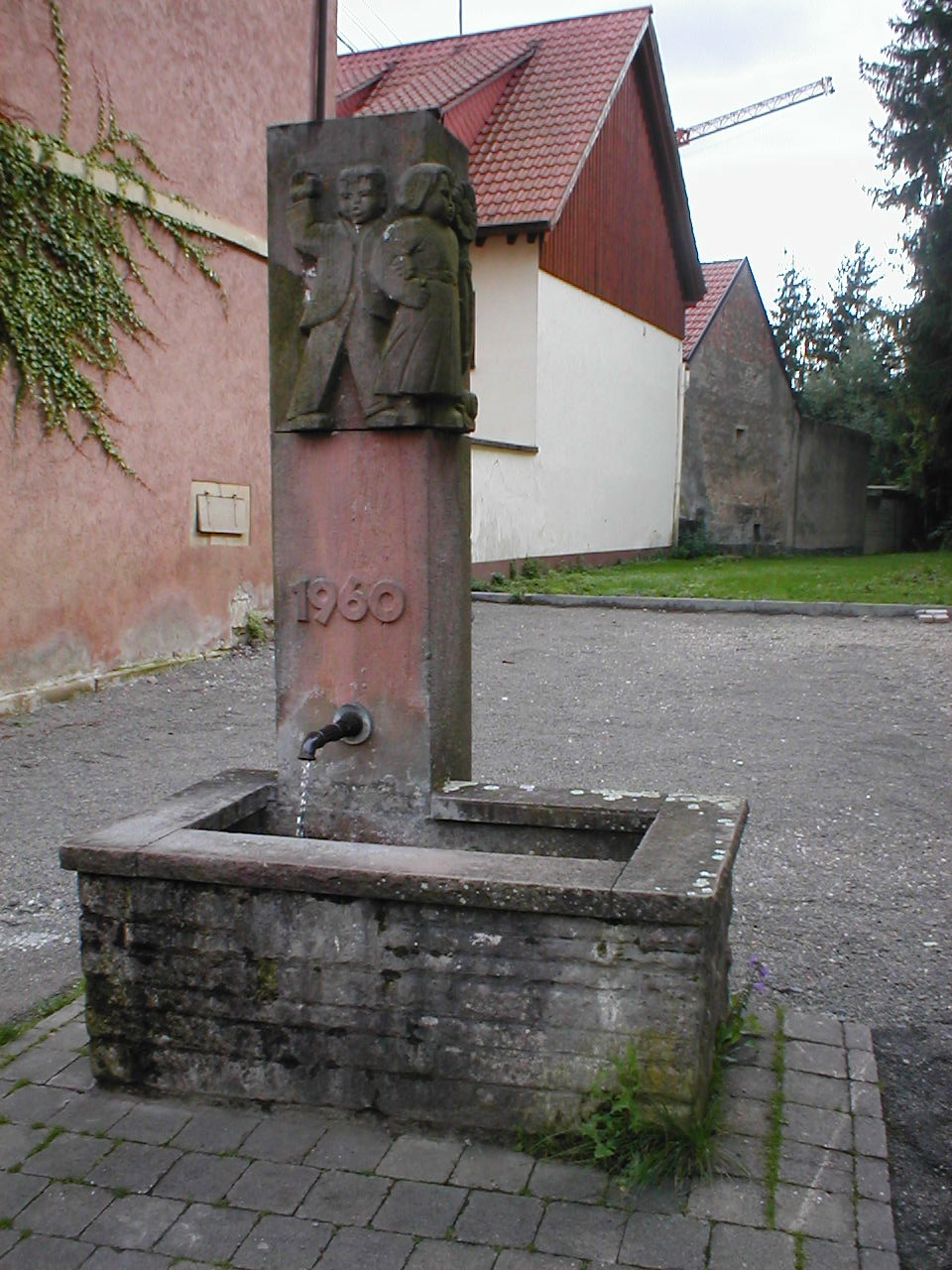
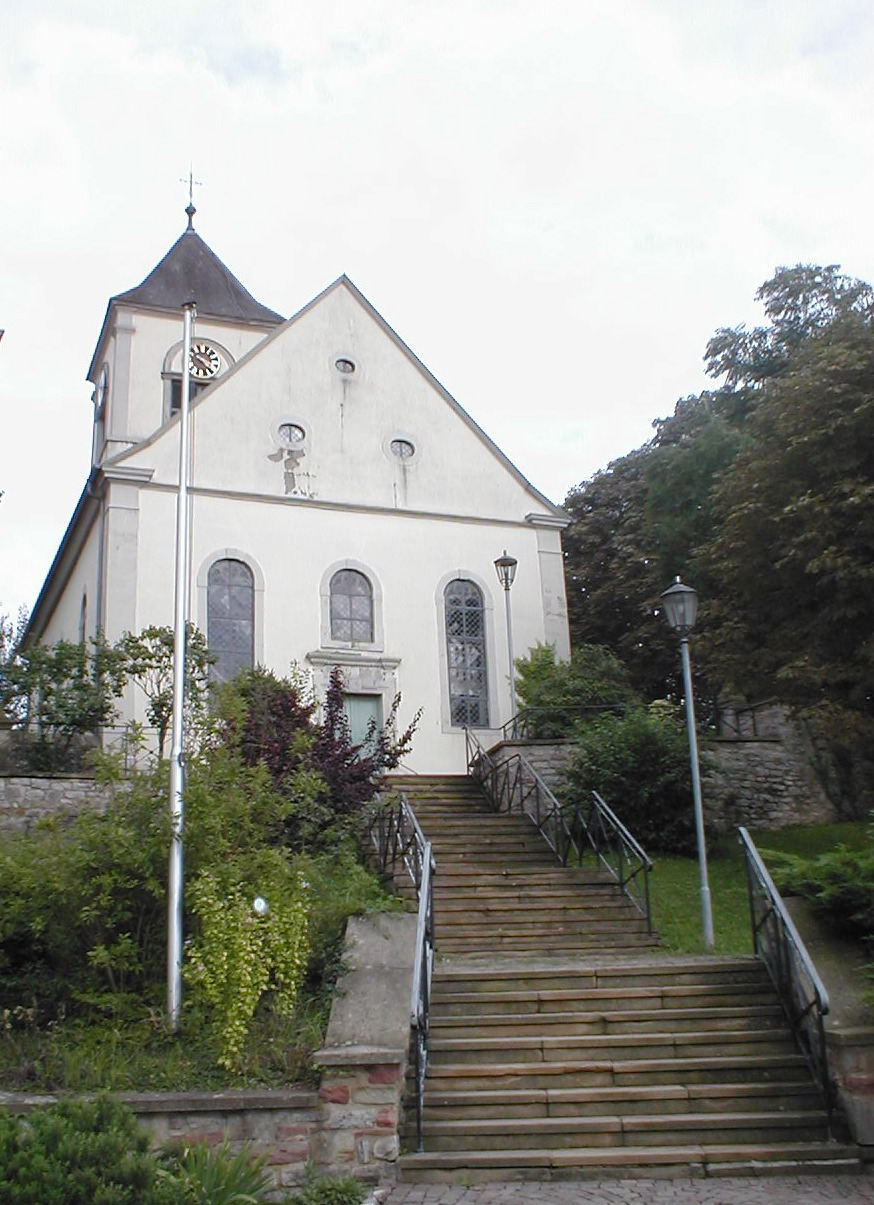
Церковь